# 미생정역
미생정역(彌生町驛 야요이초 에키[*])은 용산선의 철도역이었다. 광복 후 생긴 효창역(孝昌驛)이 미생정역 자리에서 개업했다. 2010년대에 들어 지하화 공사에 의해 노반과 철둑이 제거되어 승강장 등은 사라졌으며, 유물로서는 당시 위치에 남아 있는 작은 축대 하나만이 남아 있다.

## 연혁
- 1929년 9월 20일 : 용산선 용산~세교리 간 개통과 함께 영업 개시[1]
- 1944년 3월 31일 : 폐지[2]